# Eleutherodactylus saxatilis
Eleutherodactylus saxatilis es una especie de anfibio anuro de la familia Eleutherodactylidae.
Es endémica de Sinaloa y Durango (México).
Su hábitat natural son los bosques húmedos subtropicales o tropicales de montaña. La principal amenaza a su conservación es la destrucción de su hábitat causada por la deforestación y la urbanización.